# (13704) Aletesi
(13704) Aletesi (1998 PA1) – planetoida z pasa głównego asteroid okrążająca Słońce w ciągu 5,32 lat w średniej odległości 3,05 j.a. Odkryta 13 sierpnia 1998 roku.